# Luigi III Gonzaga
Luigi III Gonzaga (Venezia, 22 marzo 1745 – Vienna, 10 settembre 1819) è stato un nobile e letterato italiano, fu l'ultimo della linea diretta dei Gonzaga di Castiglione.

## Biografia

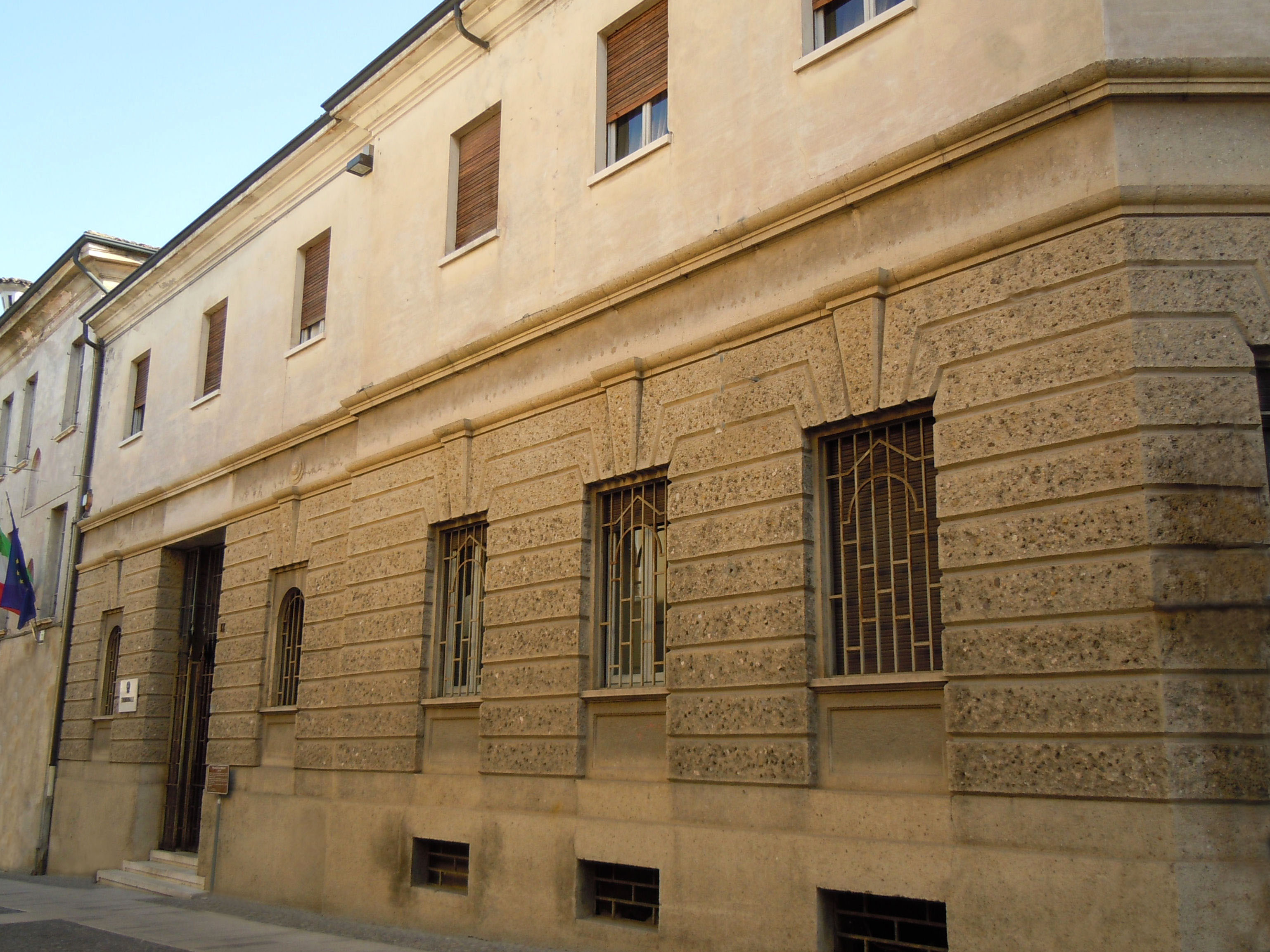
Castiglione delle Stiviere, Palazzo del Principe.

Fu il figlio secondogenito di Leopoldo Gonzaga e di Elena Medin di Venezia e ultimo discendente della linea diretta dei Gonzaga di Castiglione.
Cacciato da Venezia a causa delle sue idee progressiste riparò prima Roma, poi a Londra e infine a Vienna.
Durante il suo soggiorno a Roma divenne amico della poetessa Maria Maddalena Morelli, che divenne sua amante.
Nel 1772 egli si recò a Vienna presso la corte imperiale per raggiungere un accordo che gli permettesse il mantenimento del titolo di Principe di Castiglione e garanzie economiche per il proprio mantenimento. Furono devoluti all'impero i feudi di Castiglione, Medole e Solferino contro una rendita per Luigi di 10.000 fiorini annui. Maria Teresa d'Austria pretese anche che il consenso venisse firmato dai Gonzaga di Luzzara e di Vescovato.
L'ultimo erede della linea diretta dei Gonzaga di Castiglione si spense a Vienna nel 1819 e venne sepolto nel Duomo di Vienna.

## Discendenza
Sposò in Francia Elisabetta Costanza Rangoni (?-1832) di Marsiglia dalla quale non ebbe figli.

## Ascendenza
|                   |   |                            | Genitori                           |  |  | Nonni |  |  | Bisnonni              |  |  | Trisnonni     |  |
|                   |   |                            |                                    |  |  |       |  |  | Ferdinando II Gonzaga |  |  | Carlo Gonzaga |  |
|                   |   |                            |                                    |  |  |       |  |  | Ferdinando II Gonzaga |  |  | Carlo Gonzaga |  |
|                   |   | Isabella Martinengo        |                                    |  |  |       |  |  | Ferdinando II Gonzaga |  |  |               |  |
| Luigi II Gonzaga  |   |                            |                                    |  |  |       |  |  | Ferdinando II Gonzaga |  |  |               |  |
|                   |   | Laura Pico della Mirandola | Alessandro II Pico della Mirandola |  |  |       |  |  |                       |  |  |               |  |
|                   |   | Laura Pico della Mirandola | Alessandro II Pico della Mirandola |  |  |       |  |  |                       |  |  |               |  |
|                   |   | Laura Pico della Mirandola | Anna Beatrice d'Este               |  |  |       |  |  |                       |  |  |               |  |
| Leopoldo Gonzaga  |   | Laura Pico della Mirandola |                                    |  |  |       |  |  |                       |  |  |               |  |
|                   |   | Leandro Anguissola         | …                                  |  |  |       |  |  |                       |  |  |               |  |
|                   |   | Leandro Anguissola         | …                                  |  |  |       |  |  |                       |  |  |               |  |
|                   |   | Leandro Anguissola         | …                                  |  |  |       |  |  |                       |  |  |               |  |
| Anna Anguissola   |   | Leandro Anguissola         |                                    |  |  |       |  |  |                       |  |  |               |  |
|                   |   | Maria Francesca Donati     | …                                  |  |  |       |  |  |                       |  |  |               |  |
|                   |   | Maria Francesca Donati     | …                                  |  |  |       |  |  |                       |  |  |               |  |
|                   |   | Maria Francesca Donati     | …                                  |  |  |       |  |  |                       |  |  |               |  |
| Luigi III Gonzaga |   | Maria Francesca Donati     |                                    |  |  |       |  |  |                       |  |  |               |  |
|                   | … | …                          |                                    |  |  |       |  |  |                       |  |  |               |  |
|                   | … | …                          |                                    |  |  |       |  |  |                       |  |  |               |  |
|                   | … | …                          |                                    |  |  |       |  |  |                       |  |  |               |  |
| Tommaso Medin     | … |                            |                                    |  |  |       |  |  |                       |  |  |               |  |
|                   |   | …                          | …                                  |  |  |       |  |  |                       |  |  |               |  |
|                   |   | …                          | …                                  |  |  |       |  |  |                       |  |  |               |  |
|                   |   | …                          | …                                  |  |  |       |  |  |                       |  |  |               |  |
| Elena Medin       |   | …                          |                                    |  |  |       |  |  |                       |  |  |               |  |
|                   |   | …                          | …                                  |  |  |       |  |  |                       |  |  |               |  |
|                   |   | …                          | …                                  |  |  |       |  |  |                       |  |  |               |  |
|                   |   | …                          | …                                  |  |  |       |  |  |                       |  |  |               |  |
| …                 |   | …                          |                                    |  |  |       |  |  |                       |  |  |               |  |
|                   |   | …                          | …                                  |  |  |       |  |  |                       |  |  |               |  |
|                   |   | …                          | …                                  |  |  |       |  |  |                       |  |  |               |  |
|                   |   | …                          | …                                  |  |  |       |  |  |                       |  |  |               |  |
|                   |   | …                          |                                    |  |  |       |  |  |                       |  |  |               |  |